# Eremophila eriocalyx
Eremophila eriocalyx är en flenörtsväxtart som beskrevs av Ferdinand von Mueller. Eremophila eriocalyx ingår i släktet Eremophila och familjen flenörtsväxter. Inga underarter finns listade i Catalogue of Life.